# 씨제이 (가수)
씨제이(Ceejay, 본명 : 김재후, 1981년 7월 18일 ~ )는 대한민국의 가수이다.